# District de Hanyang
Hanyang (chinois : 汉阳区 ; pinyin : Hànyáng qū) est aujourd'hui un district de Wuhan, la capitale de la province du Hubei. C'était auparavant une ville indépendante, au même titre que Hankou et Wuchang.